# Сахаров, Андрей Дмитриевич
Андре́й Дми́триевич Са́харов (21 мая 1921, Москва — 14 декабря 1989, Москва) — советский физик-теоретик, академик АН СССР, общественный деятель, диссидент и правозащитник. Народный депутат СССР (1989).
Один из создателей первой советской водородной бомбы. Народный депутат СССР, автор проекта конституции Союза Советских Республик Европы и Азии. Лауреат Нобелевской премии мира за 1975 год.
После заявлений, осуждающих вторжение советских войск в Афганистан, был лишён всех советских наград и премий и в январе 1980 года выслан из Москвы, его жена Елена Боннэр добровольно выехала с ним. В конце 1986 года генеральный секретарь ЦК КПСС Михаил Горбачёв разрешил им вернуться из ссылки в Москву, что было расценено в мире как важная веха в деле прекращения борьбы с инакомыслием в СССР.

## Происхождение и образование
Отец — Дмитрий Иванович Сахаров, преподаватель физики, методист, автор известного задачника для вузов. Мать — Екатерина Алексеевна Сахарова (ур. Софиано), домохозяйка, дочь потомственного военного греческого происхождения Алексея Семёновича Софиано. Бабушка со стороны матери — Зинаида Евграфовна Софиано, из рода белгородских дворян Мухановых.
Крёстный отец Андрея Сахарова — музыкант Александр Борисович Гольденвейзер.
Детство и ранняя юность прошли в Москве. Начальное образование Сахаров получил дома. В школу пошёл учиться с седьмого класса.
…мы пошли знакомиться с Андрюшей Сахаровым. Парень нам с братом понравился, и мы его затащили в школьный математический кружок при МГУ. И в девятом классе (значит, по-видимому, в 36—37-м учебном году) мы вместе с ним ходили в школьный математический кружок, который вёл Шклярский. … Андрюша Сахаров, хоть и сильный математик, оказался не очень приспособленным к этому стилю. Задачу он часто решал, но не мог объяснить, как он пришёл к решению. Решение было правильное, но объяснял он очень как-то заумно, и понять его было трудно. У него удивительная интуиция, он как-то понимает, что должно получиться, и часто не может как следует объяснить, почему это так получается. Но как раз в атомной физике, которой он потом занялся, это оказалось тем, что надо. Там (в то время, во всяком случае) не было никаких строгих уравнений и математическая техника не помогала, а интуиция была необычайно важна. … Между прочим, в 10 классе Сахаров уже не пошёл в математический кружок. Когда мы у него спросили почему, он ответил: «Ну… вот если бы был физический кружок при МГУ, я бы пошёл, а в математический мне не хочется». Может быть, у него не было любви к строгости. Он, действительно, был в большей степени физиком, чем математиком.А. М. Яглом
По окончании средней школы в 1938 году поступил на физический факультет МГУ.
После начала войны, летом 1941 года, пытался поступить в военную академию, но не был принят по состоянию здоровья. В 1942 году с отличием окончил учёбу в эвакуированном в Ашхабад МГУ.
Сергей Васильевич Вонсовский рассказал, со слов И. Е. Тамма, как Тамм и Леонтович принимали у студента Сахарова экзамен по теории относительности — и поставили ему тройку. Потом, чуть ли не ночью после экзамена, Тамм позвонил Леонтовичу и сказал что-то вроде: «Слушай, так ведь этот студент всё правильно говорил?! Это мы с тобой ничего не поняли — это нам надо тройки ставить! Надо с ним ещё поговорить». Так Сахаров стал учеником Тамма.М. И. Кацнельсон
В другом изложении этой истории сдача экзамена происходит во время учёбы в аспирантуре, вместе с И. Е. Таммом экзамен принимают С. М. Рытов и Е. Л. Фейнберг, и Сахаров получает всего лишь «четвёрку».
В 1942 году был распределён в распоряжение Наркома вооружений, откуда был направлен на патронный завод в Ульяновск. В том же году сделал изобретение по контролю бронебойных сердечников и внёс ряд других предложений.

## Научная работа

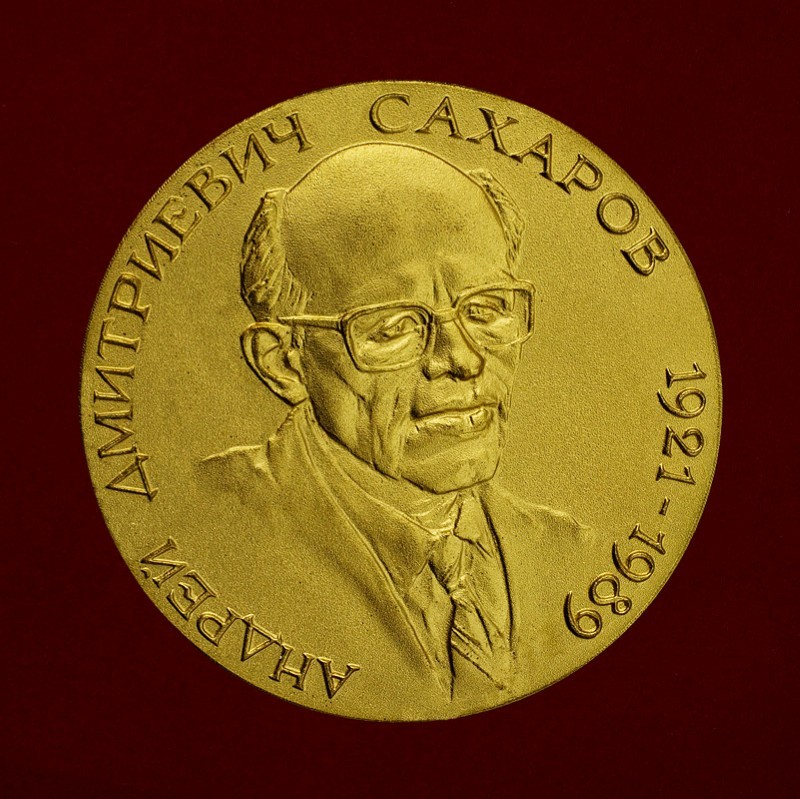
Золотая медаль имени А. Д. Сахарова Российской академии наук

В конце 1944 года поступил в аспирантуру ФИАНа (научный руководитель — И. Е. Тамм). Сотрудником ФИАН им. Лебедева оставался до самой смерти в декабре 1989 г.
В 1947 году защитил кандидатскую диссертацию. Тема кандидатской диссертации — «Теория ядерных переходов типа 0 → 0». По просьбе академика Тамма был принят на работу в МЭИ.
В 1948 году был зачислен в специальную группу и до 1968 года работал в области разработки термоядерного оружия, участвовал в проектировании и разработке первой советской водородной бомбы по схеме, названной «слойка Сахарова». Одновременно Сахаров вместе с И. Е. Таммом в 1950—1951 годах проводил пионерские работы по управляемой термоядерной реакции. В Московском энергетическом институте читал курсы ядерной физики, теории относительности и электричества.
В 1949—1950 годах работал в МИФИ.
Доктор физико-математических наук (1953 год). В этом же году в возрасте 32 лет избран действительным членом Академии наук, став вторым по молодости на момент избрания академиком в истории АН СССР (после С. Л. Соболева). Рекомендацию, сопровождавшую представление в академики, подписали академик И. В. Курчатов и члены-корреспонденты АН СССР Ю. Б. Харитон и Я. Б. Зельдович. По мнению В. Л. Гинзбурга, в избрании Сахарова сразу академиком — минуя ступень члена-корреспондента — сыграла некоторую роль национальность:

В 53-м году меня, по предложению Игоря Евгеньевича Тамма, выбрали в членкоры. Он же предлагал избрать в членкоры и Андрея Дмитриевича, но его избрали сразу в академики. Почему? Им нужен был герой — русский. Евреев хватало: Харитон, Зельдович, ваш собеседник. Скажу, чтобы не было недоразумений: я Сахарова нисколько не ревную, не собираюсь бросать на него тень, но, говоря в историческом плане, его очень раздули по военной линии — из националистических соображений. Он — национальный герой, очень, правда, всех потом подведший.
«Он жил слишком долго в каком-то предельно изолированном мире, где мало знали о событиях в стране, о жизни людей из других слоёв общества, да и об истории страны, в которой и для которой они работали», — отмечал Рой Медведев.
В 1955 году подписал «Письмо трёхсот» против печально известной деятельности академика Т. Д. Лысенко.

Согласно Валентину Фалину, Сахаров, пытаясь остановить разорительную гонку вооружений, предложил проект размещения сверхмощных ядерных боеголовок вдоль американской морской границы: 
А. Д. Сахаров вообще предлагал не обслуживать вашингтонскую стратегию разорения Советского Союза гонкой вооружений. Он выступал за размещение вдоль Атлантического и Тихоокеанского побережий США ядерных зарядов по 100 мегатонн каждый. И при агрессии против нас либо наших друзей нажать кнопки. Было это сказано им до ссоры с Никитой Сергеевичем в 1961 г. из-за разногласий по поводу испытания термоядерной бомбы мощностью в 100 мегатонн над Новой Землёй.
Согласно расчётам Сахарова, в результате взрыва такой бомбы образуется гигантская волна-цунами, уничтожающая всё на побережье.

## Правозащитная деятельность
Все люди имеют право на жизнь, свободу и счастье.А. Д. Сахаров. Конституция (Проект). Ст. 5.

Памятник А. Д. Сахарову в Санкт-Петербурге

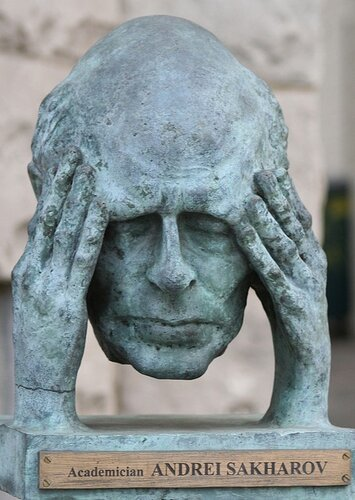
Памятник А. Д. Сахарову в Вашингтоне (США)

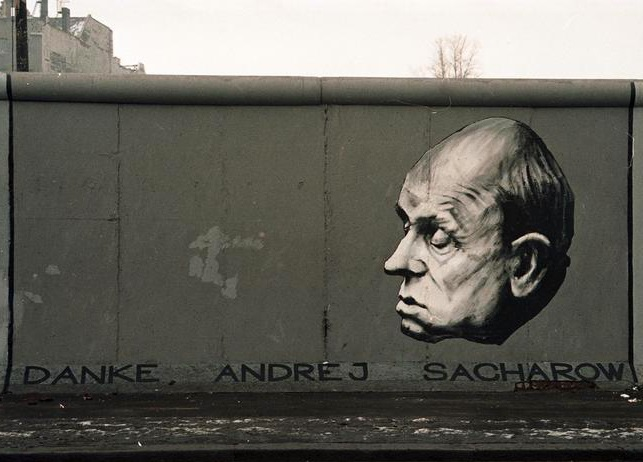
Портрет Сахарова (автор Дмитрий Врубель) на фрагменте Берлинской стены. Надпись «Спасибо, Андрей Сахаров»

С конца 1950-х годов он активно выступал за прекращение испытаний ядерного оружия. Внёс вклад в заключение Московского Договора о запрещении испытаний в трёх средах. Своё отношение к вопросу об оправданности возможных жертв ядерных испытаний и — шире — вообще человеческих жертв во имя будущего А. Д. Сахаров выразил так:
…Павлов [генерал госбезопасности] как-то сказал мне:
— Сейчас в мире идёт борьба не на жизнь, а на смерть между силами империализма и коммунизма. От исхода этой борьбы зависит будущее человечества, судьба, счастье десятков миллиардов людей на протяжении столетий. Чтобы победить в этой борьбе, мы должны быть сильными. Если наша работа, наши испытания прибавляют силы в этой борьбе, а это в высшей степени так, то никакие жертвы испытаний, никакие жертвы вообще не могут иметь тут значения.
Была ли это безумная демагогия или Павлов был искренен? Мне кажется, что был элемент и демагогии, и искренности. Важней другое. Я убеждён, что такая арифметика неправомерна принципиально. Мы слишком мало знаем о законах истории, будущее непредсказуемо, а мы — не боги. Мы, каждый из нас, в каждом деле, и в „малом“, и в „большом“, должны исходить из конкретных нравственных критериев, а не абстрактной арифметики истории. Нравственные же критерии категорически диктуют нам — не убий!.
С 1967 года являлся одним из лидеров правозащитного движения в СССР. Находился под наблюдением КГБ с 1960-х годов, подвергался обыскам, многочисленным оскорблениям в прессе.
В 1966 году подписал письмо двадцати пяти деятелей культуры и науки генеральному секретарю ЦК КПСС Л. И. Брежневу против реабилитации Сталина.
С 1967 года, после Шестидневной войны и начала Арабо-израильского конфликта, активно выступал в поддержку Израиля, о чём не раз сообщал в прессе, а также поддерживал дружеские отношения с отказниками, впоследствии совершившими алию.
В 1968 году написал брошюру «Размышления о прогрессе, мирном сосуществовании и интеллектуальной свободе», которая была опубликована во многих странах и передавалась летом 1968 г. в эфире «Радио Свобода». После публикации летом текста брошюры в «The New York Times» его отстраняют от работы на секретном объекте в Арзамасе-16. 26 августа 1968 года, через пять дней после ввода советских войск в Чехословакию, Сахаров познакомился с Александром Солженицыным: тайно встретившись на квартире у академика Евгения Фейнберга, они обсуждали «Размышления о прогрессе, мирном сосуществовании и интеллектуальной свободе», уже имевшие широкое распространение в самиздате, и произошедшую накануне демонстрацию на Красной площади.
С августа 1968 г. Сахаров же начал публиковаться в советском самиздате и американском издании New York Times (сахаровские материалы перепечатывались и другими изданиями), призывая к установлению партнёрских отношений с США, обличая «сталинский террор», вторжение СССР в Чехословакию, политические репрессии в отношении инакомыслящих, лояльную к советскому режиму научную интеллигенцию и т. д. Его перу принадлежат осуждения в Правде про протесты в Чехословакии в январе 1969 года.
В 1970 году стал одним из трёх членов-основателей «Московского Комитета прав человека» (вместе с Андреем Твердохлебовым и Валерием Чалидзе).
В 1971 году обратился с «Памятной запиской» к советскому правительству.
С конца 1960-х — в начале 1970-х годов ездил на процессы над диссидентами. Во время одной из таких поездок в 1970 году в Калуге (процесс Б. Вайля — Р. Пименова) познакомился с Еленой Боннэр и в 1972 году женился на ней. Сам Сахаров позже в своём дневнике писал: «Люся подсказывала мне (академику) многое, что я иначе не понял бы и не сделал. Она большой организатор, она мой мозговой центр».
В 1970-х — 1980-х годах в советской печати проводились кампании против А. Д. Сахарова (1973, 1975, 1980, 1983).
29 августа 1973 года в газете «Правда» было опубликовано письмо 40 членов Академии наук СССР с осуждением деятельности А. Д. Сахарова («Письмо 40 академиков»). 31 августа 1973 года в газете «Правда» опубликовано «Письмо писателей» с осуждением Сахарова и Солженицына.
В сентябре 1973 года в ответ на начавшуюся травлю математик член-корреспондент АН СССР И. Р. Шафаревич написал «открытое письмо» в защиту А. Д. Сахарова.
В 1974 году Сахаров собрал пресс-конференцию, на которой сообщил о состоявшемся Дне политзаключённых в СССР.
В 1975 году написал книгу «О стране и мире». В том же году в октябре Сахарову была присуждена Нобелевская премия мира в области сохранения мира. В Осло, где происходила церемония присуждения премии мира, состоялось двухтысячное четырёхкилометровое торжественное шествие учёных и студентов под лозунгом «Да здраствует Сахаров!» от университета Осло, где вручались премии, до парламента. Елена Боннэр, которой КГБ запретил выходить в город и принять участие в торжествах, наблюдала происходящее с балкона своего гостиничного номера. После того, как было объявлено о присуждении премии Сахарову, советская пресса назвала Нобелевскую премию «оружием холодной войны против Советского Союза». Присудивший премию Нобелевский комитет из пяти человек жюри был назван «политическими спекулянтами». В то же время кремлёвские деятели отправили на 75-ю церемонию вручения нобелевской премии в Стокгольм советского экономиста Леонида Канторовича, выступавшего за введение рыночных цен в СССР (чтобы Канторович не отказался ненароком возвращаться из Швеции, ему запретили взять с собой на церемонию сына), вместе с пятью другими предыдущими советскими нобелевскими лауреатами (Семёновым, Черенковым, Франком, Басовым и Прохоровым).
В советских газетах были опубликованы коллективные письма деятелей науки и культуры с осуждением политической деятельности А. Сахарова и присуждения ему Нобелевской премии, присуждение Нобелевской премии Канторовичу и поездку советских нобелевских лауреатов в Стокгольм, между тем, не осудил никто, а по поводу награждения Капицы в 1978 году, которое почти целиком транслировали по центральному телевидению, в советских СМИ было настоящее ликование.
Январь 1977 года. В 17:33 в Московском метро на перегоне станций Измайловская — Первомайская на Арбатско-Покровской линии происходит террористический акт. Гибнет 9 человек, 37 — тяжело ранены. Академик АН СССР Сахаров предположил, что ко взрыву в метро причастно руководство КГБ СССР. Письмо, написанное в «Правду» в феврале 1977 года, было отклонено.
В сентябре 1977 года обратился с письмом в организацию «Международная амнистия» на симпозиум по проблеме смертной казни, в котором выступил за отмену её в СССР и во всём мире.
25 декабря 1979 года. 40-я армия ОКСВ СССР входит на территорию Афганистана. Начинается Афганская война. В декабре 1979 года и январе 1980 года выступил публично с 3 заявлениями против ввода советских войск в Афганистан, которые были напечатаны на передовицах западных газет.

## Ссылка в Горький

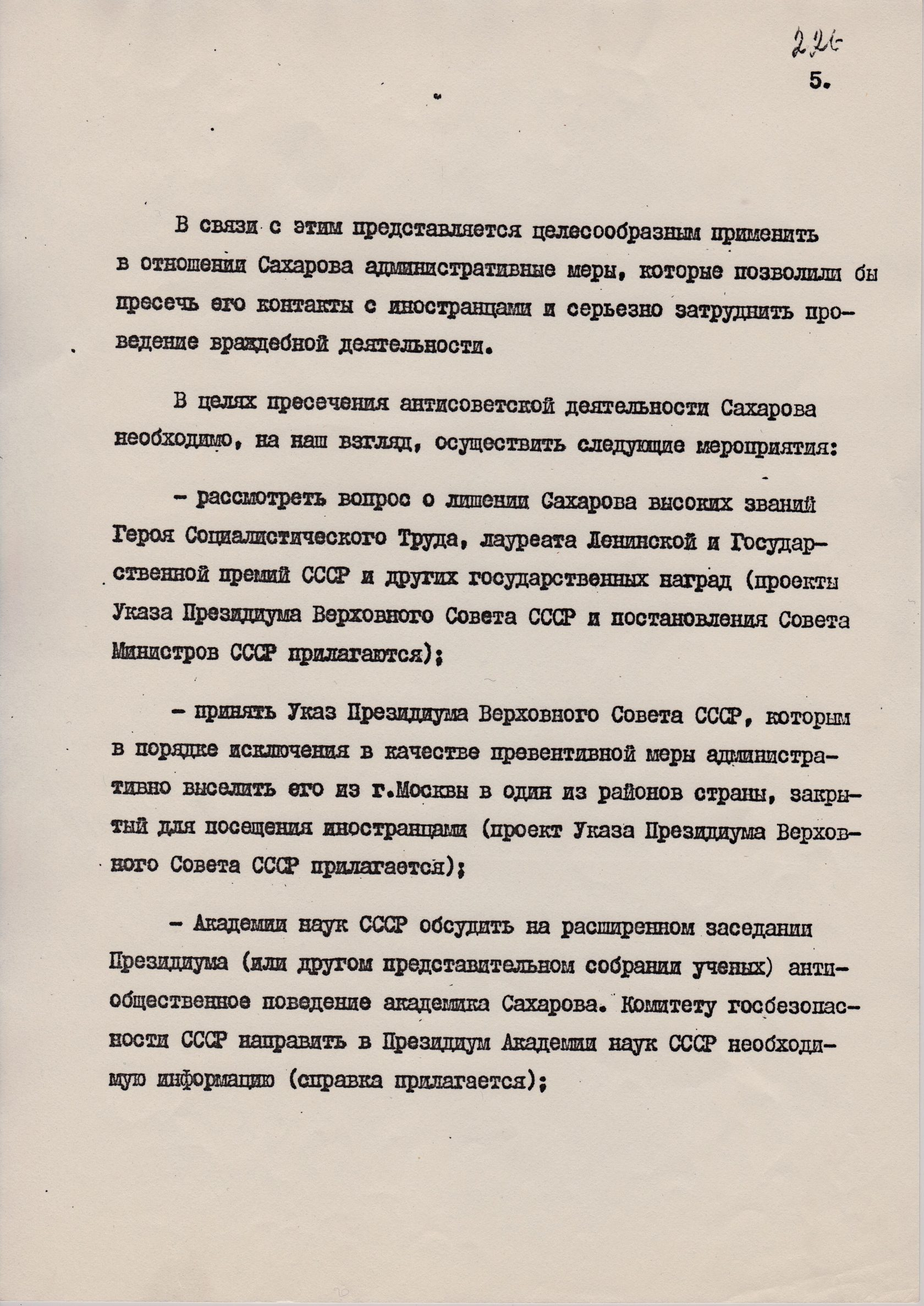
Предложение КГБ и Генеральной прокуратруры СССР о ссылке Сахарова

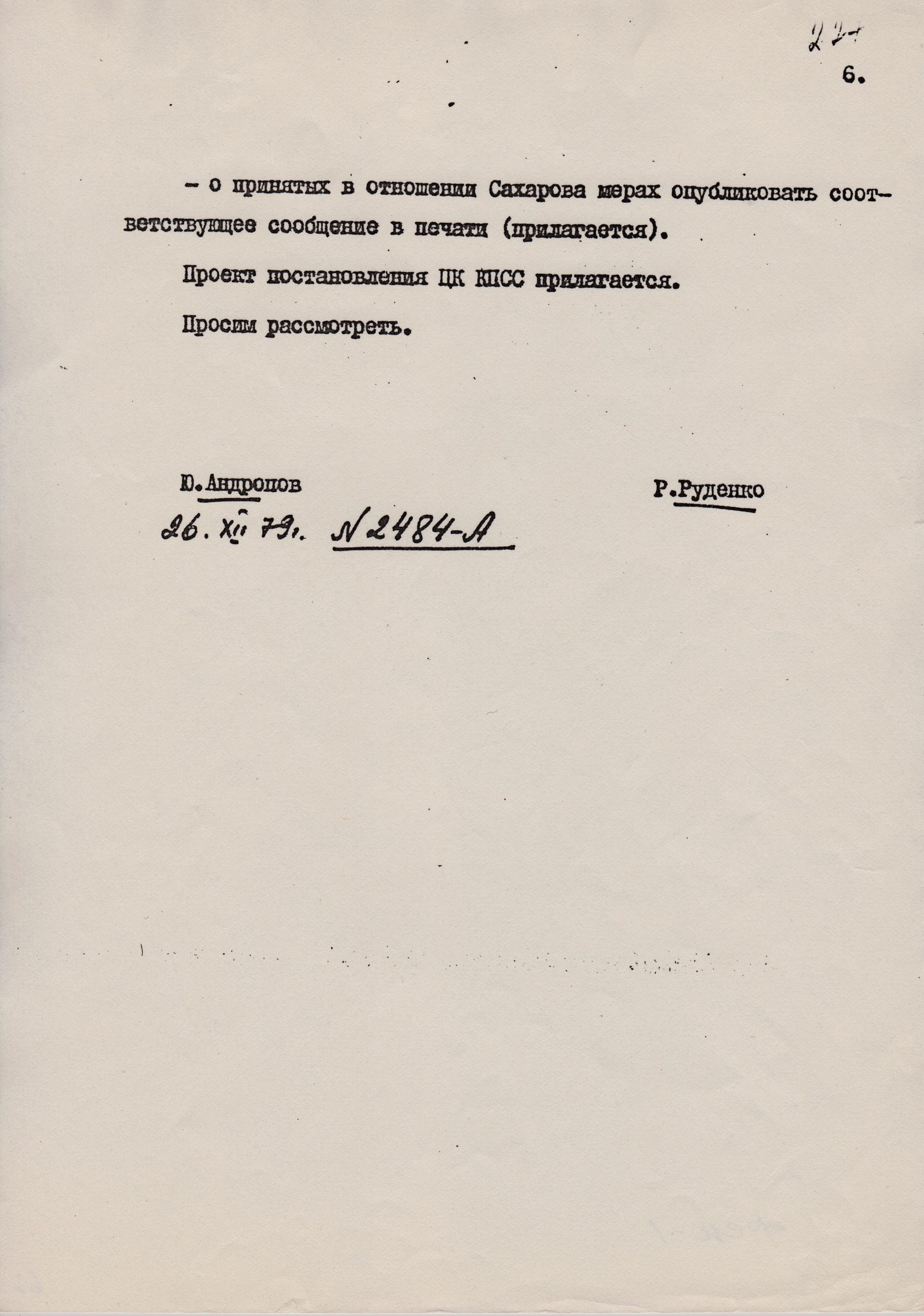

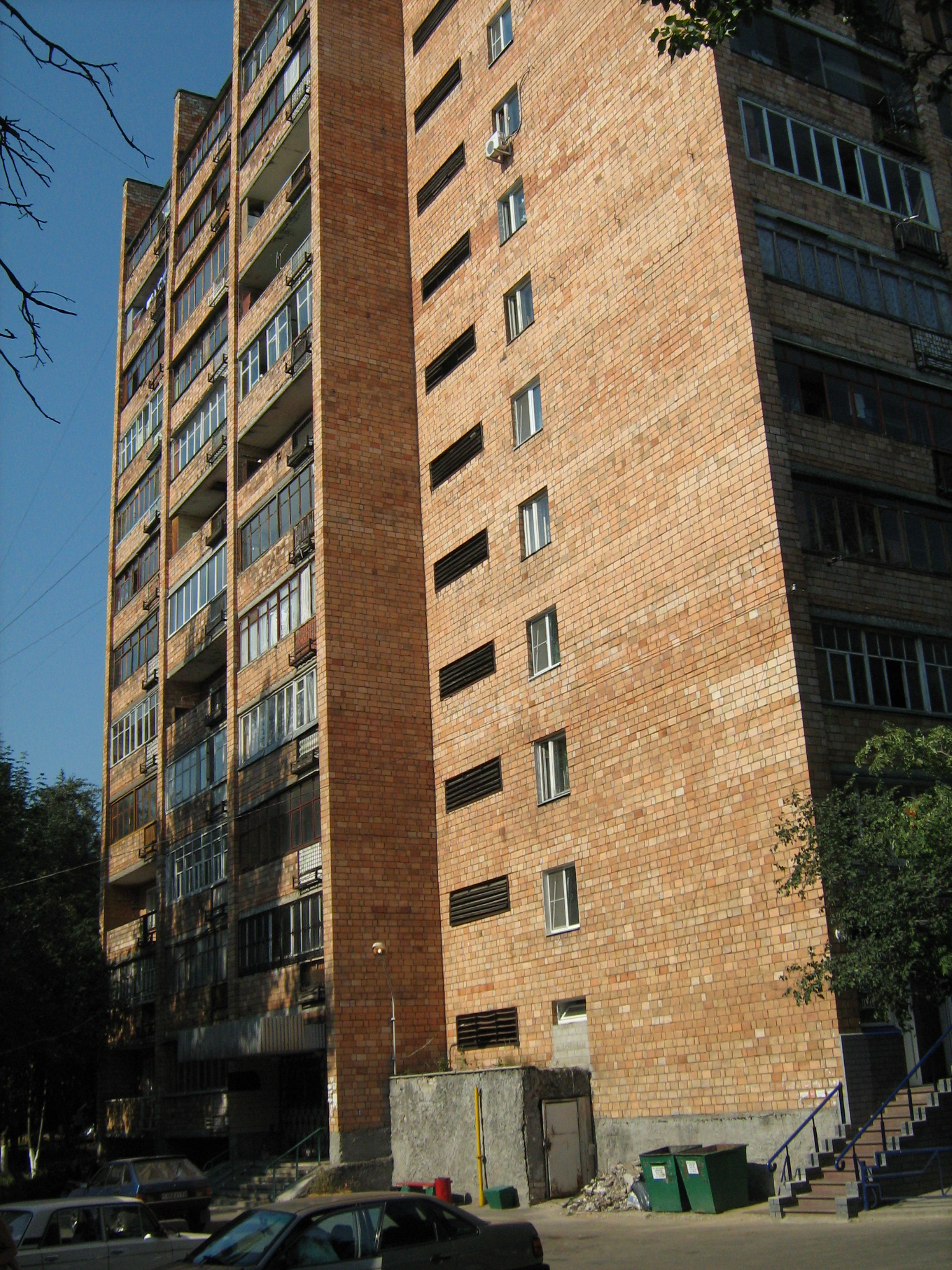
Дом, где Сахаров жил в Горьком (Нижний Новгород, проспект Гагарина, 214)

«Духовный отщепенец, провокатор Сахаров всеми своими подрывными действиями давно поставил себя в положение предателя своего народа и государства»
К концу 1970-х гг. имя Сахарова стало прочно ассоциироваться с правозащитной деятельностью, он стал своеобразной иконой борьбы за права человека в СССР, последней инстанцией и единственной надеждой для многих людей в стране («Сахаров узнает! Сахаров заступится!»). К нему поступало множество звонков и приходили тысячи писем от политзаключённых, их родственников и пострадавших от советской системы, с просьбами о помощи. Социальный статус, мировое имя и научные заслуги долгое время защищали Сахарова от преследования (властям тяжело было открыть уголовное производство в отношении человека, о котором при жизни была опубликована статья во всех советских энциклопедиях и за рубежом). Власти, устроив слежку, вскрывая почту и прослушивая телефоны, некоторое время использовали поток петиций к Сахарову для выявления всех обратившихся к нему жалобщиков (всех их ждали суровые наказания за попытку поделиться своими невзгодами с Сахаровым), но в какой-то момент им надоело это подвижничество академика и они решили окончательно прекратить общественную деятельность Сахарова и его жены.
22 января 1980 года по дороге на работу он был задержан, а затем вместе с женой Еленой Боннэр без суда и следствия спецрейсом КГБ сослан в Горький — город, в то время закрытый для посещения иностранными гражданами. Сам Сахаров связывал ссылку со своими выступлениями против ввода советских войск в Афганистан. Ещё ранее, 8 января 1980 года, Указом Президиума Верховного Совета СССР был лишён званий трижды Героя Социалистического Труда и всех государственных наград; также постановлением Совета министров СССР лишён звания лауреата Сталинской (1953) и Ленинской (1956) премий (звания члена АН СССР лишён не был. Академик Капица, возражавший против лишения Сахарова звания академика, сказал президенту АН СССР Александрову в личном разговоре: «В 1933 году Гитлер исключил Эйнштейна из Прусской академии наук…»).
Сходу подверглись гонениям и родственники Сахарова, включая невестку Елизавету Алексееву. Московская квартира Сахарова и Боннэр была конфискована КГБ безо всяких судебных решений, всё имущество оттуда так же конфисковано, включая все бумаги и записи, что было особенно тяжким ударом для Сахарова. Галина Евтушенко (жена поэта Евгения Евтушенко), у которой был ключ от московской квартиры Сахарова, пыталась попасть туда и отправить Сахарову и Боннэр в Горький тёплые вещи, — был январь, — но милицейский пост не допустил её внутрь. В Горьком Сахарова поселили в квартире под номером 3 по адресу Проспект Гагарина, дом 214, на первом этаже. На лестничной клетке держали милицейский пост для контроля каждого контакта, который не допускал к Сахарову никого без специального пропуска. Академика во время передвижения по городу сопровождали сотрудники КГБ на машинах с телефонистами, чтобы немедленно сообщать о его передвижениях в Москву. Здесь он провёл три длительных голодовки. В 1981 году он, вместе с Еленой Боннэр, выдержал первую, семнадцатидневную, — за право выезда к мужу за рубеж Лизы Алексеевой (невестки Сахаровых). Фотоаппарат, киноаппарат, магнитофон, радиоприёмник, пишущая машинка были изъяты при обыске. Телефона в квартире не было, пользоваться телефонами Сахарову не позволяли, а через какое-то время ему запретили пользоваться даже уличным телефоном-автоматом. Никаких контактов с коллегами у Сахарова не было за все семь лет пребывания в ссылке. Его ни разу не пригласили ни на одну советскую научную конференцию, никто из учёных, местных или приезжих, ни разу не переступал порога его квартиры. Встречи Сахаров назначал в самом людном месте — на почтамте. Сахарову разрешили оставить себе машину, иначе бы ему пришлось передвигаться пешком, так как даже вызвать такси у него не было возможности. Тем не менее, за его машиной была постоянная слежка. Просто отправлять письма Сахарову не давали — всё, что академик отправлял по почте, тут же вскрывало КГБ, некоторые отправления изымались и до адресатов не доходили. В этой ситуации Сахарову опять пришла на помощь Галина Евтушенко и Елена Копелева (дочь писателя Льва Копелева), благодаря которым стала возможна передача писем в руки. Когда Боннэр разрешили выезжать из Горького, куда бы она ни приезжала, будь то номер в гостинице либо чья-то квартира, там тут же отключали телефон. За людьми, в гости к которым приезжала Боннэр, так же устанавливалось наружное наблюдение КГБ, — власти опасались, что в гости могут пригласить иностранных корреспондентов и взять у неё интервью. Если Сахарову становилось плохо и он вызывал скорую, то врачи не являлись, поскольку боялись даже приближаться к его дому.
В Большой советской энциклопедии (вышедшей в 1975 году) и затем в выходивших до 1986 года энциклопедических справочниках статья о Сахарове завершалась фразой «В последние годы отошёл от научной деятельности». 
В июле 1983 года четыре академика (Прохоров, Скрябин, Тихонов, Дородницын) опубликовали в газете «Правда» письмо «Когда теряют честь и совесть» с критикой Сахарова в связи с публикацией на Западе его статьи «Опасность термоядерной войны». Вслед за публикацией «письма четырёх академиков», как по команде властей, Сахарову в Горький пришло 2500 гневных писем от «возмущённой общественности» (Скрябин не дожил до краха советской системы, а Прохоров впоследствии сожалел о своём участии в травле Сахарова). Президент Академии наук СССР академик А. П. Александров в июне того же года в интервью американскому журналу заявил, что Сахаров «страдает серьёзным психическим расстройством». 8 декабря 1983 года Виталий Рубен, Председатель Совета Национальностей Верховного Совета СССР, заявил на пресс-конференции, посвященной Дню Прав Человека, что Сахаров — «талантливый, но больной человек», и что ссылка Сахарова в Горький «была необходима прежде всего ему самому, чтобы сохранить спокойствие его духа». Лишь два академика, П. Л. Капица и Ю. Б. Харитон в частном порядке обращались к советским властям с просьбами облегчить участь Сахарова.
В мае 1984 года провёл вторую голодовку (26 дней) в знак протеста против уголовного преследования Елены Боннэр. В апреле — октябре 1985 года — третью (178 дней), за право Елене Боннэр выехать за рубеж для операции на сердце. В течение этого времени Сахарова неоднократно госпитализировали (первый раз — насильно, на шестой день голодовки; после его заявления о прекращении голодовки (11 июля) он был выписан из больницы; после её возобновления (25 июля) через два дня был вновь насильно госпитализирован) и подвергнут насильственному кормлению (пытались кормить, иногда это удавалось). О голодовке Сахарова, как и о его жизни в ссылке, в советской прессе и прессе соцлагеря никогда ничего не сообщалось, вместо этого там подробно освещали протестные акции западных диссидентов, типа голодовки «доктора Хайдера».
В течение всего времени горьковской ссылки Андрея Сахарова во многих странах мира шла кампания в его защиту. Например, площадь в пяти минутах ходьбы от Белого дома, где находилось советское посольство в Вашингтоне (ныне резиденция российского посла), была переименована в площадь Сахарова, резиденция посла — в Сахаров-билдинг (американцы иронично намекали на то, что хотят видеть Сахарова, а не Добрынина, послом СССР в США). В Вашингтоне на Коннектикут-авеню в честь Сахарова был возведён монумент. В различных мировых столицах регулярно, начиная с 1975 года, проводились «сахаровские слушания».

## Освобождение и выступления на Съезде народных депутатов

### Возвращение из ссылки
Был освобождён из горьковской ссылки с началом перестройки, в конце 1986 года — после почти семилетнего заключения. 22 октября 1986 года Сахаров обратился с просьбой прекратить его депортацию и ссылку жены, снова (ранее он обращался к М. С. Горбачёву с обещанием сосредоточиться на научной работе и прекратить общественные выступления, с оговоркой: «кроме исключительных случаев», если поездка жены для лечения будет разрешена) обещая закончить свою общественную деятельность (с той же оговоркой). 15 декабря в его квартире был неожиданно установлен телефон (во время всей ссылки телефона у него не было), перед уходом сотрудник КГБ сказал: «Завтра вам позвонят». На следующий день (16 декабря) действительно раздался звонок М. С. Горбачёва, разрешившего Сахарову и Боннэр вернуться в Москву.

Андрей Сахаров и президент США Рональд Рейган, 1988 год

По приезде в Москву Сахарова поселили в квартире, до того являвшейся спецгостиницей КГБ. В одной из четырёх комнат этой «спецгостиницы» жила подосланная комитетчиками женщина, выполнявшая функции коменданта. Сахаров настоял на её удалении, после того, как заметил, как она роется в его бумагах. Вернуться в старую квартиру было запрещено, Курчатов помог Сахарову с получением трёхкомнатной квартиры на окраине Москвы.
Аркадий Вольский свидетельствовал, что будучи генсеком, вернуть Сахарова хотел ещё Андропов, в изложении Вольского: «Юрий Владимирович готов был выпустить Сахарова из Горького при условии, что тот напишет заявление и сам об этом попросит… Но Сахаров [отказался] наотрез: „Напрасно Андропов надеется, что я буду его о чём-то просить. Никаких покаяний“. Позже, когда Горбачёв стал генеральным секретарём ЦК, он лично набрал номер Сахарова…». Академик Исаак Халатников в своих воспоминаниях писал, что Анатолию Петровичу Александрову, который хлопотал о Сахарове, высланном в Горький, Андропов сказал, что эта ссылка была самым «мягким» наказанием, когда другие члены Политбюро требовали значительно более суровых мер.
23 декабря 1986 года вместе с Еленой Боннэр Сахаров вернулся в Москву. После возвращения он продолжил работать в Физическом институте имени Лебедева в должности главного научного сотрудника.
В ноябре — декабре 1988 года состоялась первая поездка Сахарова за рубеж. Состоялись его встречи с президентами США Р. Рейганом и Дж. Бушем, Франции — Ф. Миттераном, премьер-министром Великобритании М. Тэтчер.

### События на Первом съезде народных депутатов СССР
В 1989 году был избран народным депутатом СССР от Академии наук СССР, в мае — июне того же года участвовал в I Съезде народных депутатов СССР в Кремлёвском дворце съездов.
2 июня, по характеристике Леонида Баткина, в зале разыгралась «страшная и потрясающая сцена». Семь депутатов с трибуны назвали интервью Сахарова канадской газете Ottawa Citizen о судьбе советских военнослужащих в Афганистане, в котором Сахаров заявил, что «во время войны в Афганистане с советских вертолётов расстреливали советских солдат, попавших в окружение, чтобы те не могли сдаться в плен» (уточнив, что ему об этом известно из передач зарубежного радио), — «провокационной выходкой», целью которой было «унижение чести, достоинства и памяти сыновей своей Родины». После чего, вспоминал Юрий Власов, «за ничтожным исключением зал встал, кричал и аплодировал тем, кто с трибуны обвинил Сахарова в клевете… было нелегко даже просто остаться сидеть». Со съезда велась прямая трансляция по телевидению, и в тот же день Сахаров получил сотни посланий. Как он сам писал в дневнике, «каждое утро почта приносит гору писем. Из СССР большей частью ругательные…». Многочисленные выступления Сахарова на съезде с нарушениями регламента (8 раз за 13 дней, при том, что на съезде присутствовали более 2 тысяч депутатов, и далеко не у всех желающих была возможность выступить), не раз сопровождались выкриками из зала, свистом со стороны большинства депутатов, которых один из лидеров МДГ историк Юрий Афанасьев, а вслед за ним СМИ характеризовали как «агрессивно-послушное большинство». Перед самым закрытием съезда Сахаров в очередной раз потребовал слова. Председательствующий Михаил Горбачёв сказал, что не может решить этот вопрос самостоятельно, и спросил мнение съезда. Зал прокричал «Нет», после чего Горбачёв решил всё же предоставить 5 минут. Когда Сахаров уже поднялся на трибуну, решили проголосовать, «на глазок» прикинув, что большинство поднявших руки не возражает. В итоге Сахаров выступал 15 минут, предложив принять «декрет о власти», полностью изменяющий конституционное устройство. Выступление неоднократно прерывалось звонком, предупреждающим об истечении положенного времени. После истечения двух регламентов микрофон был отключён, однако Сахаров продолжал говорить. Позже фрагменты этого выступления многократно транслировались по телевидению.

### Проект новой конституции СССР
В ноябре 1989 года представил «проект новой конституции», в основе которой лежали защита прав личности и права всех народов на государственность (см. Европейско-Азиатский Союз). Единственная прижизненная публикация — «Комсомольская правда» (Вильнюс) 12 декабря 1989 года.
14 декабря 1989 года, в 15:00 — последнее выступление А. Д. Сахарова в Кремле на собрании Межрегиональной депутатской группы (II Съезд народных депутатов СССР).

## Смерть

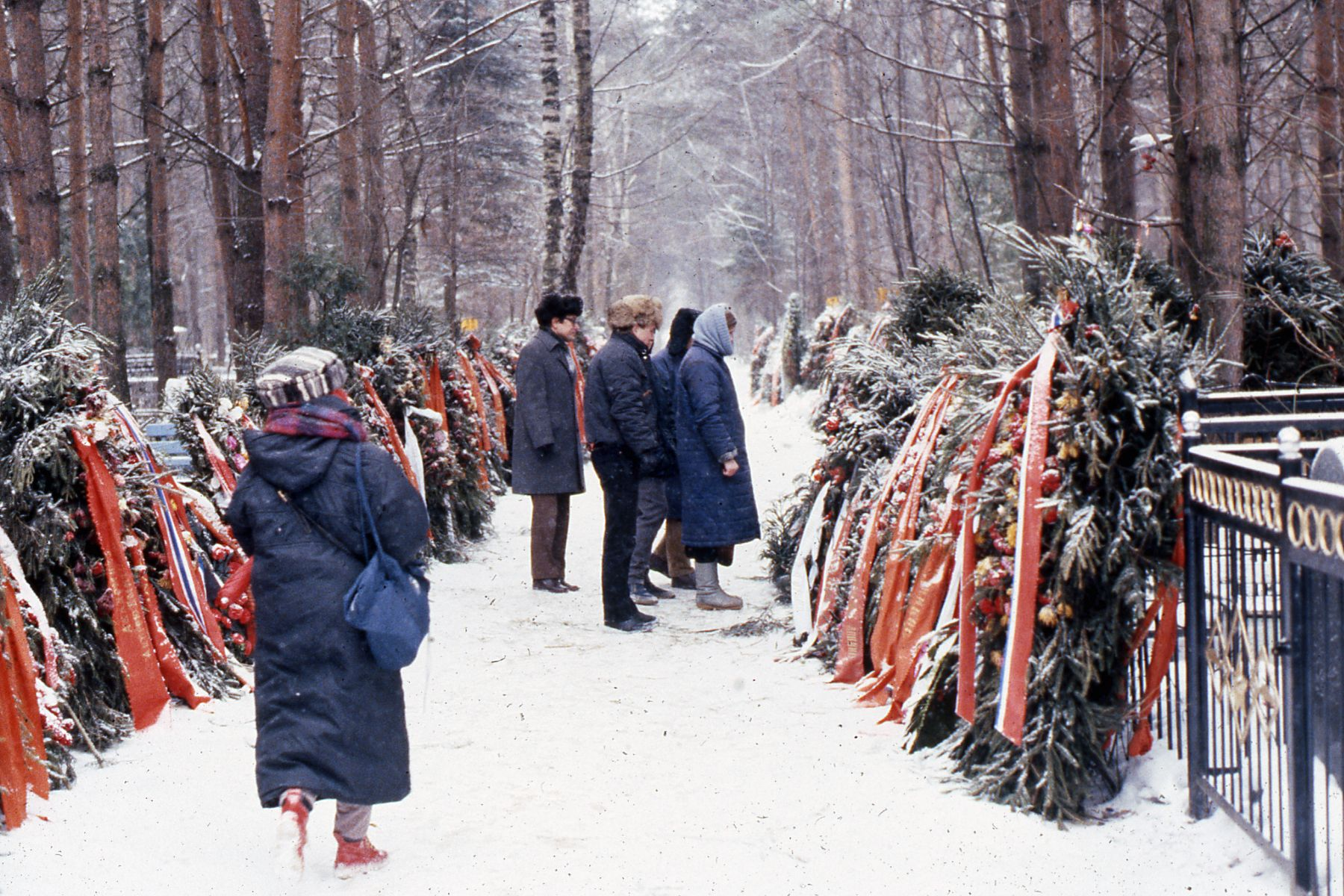
Могила Андрея Сахарова в 1990 году

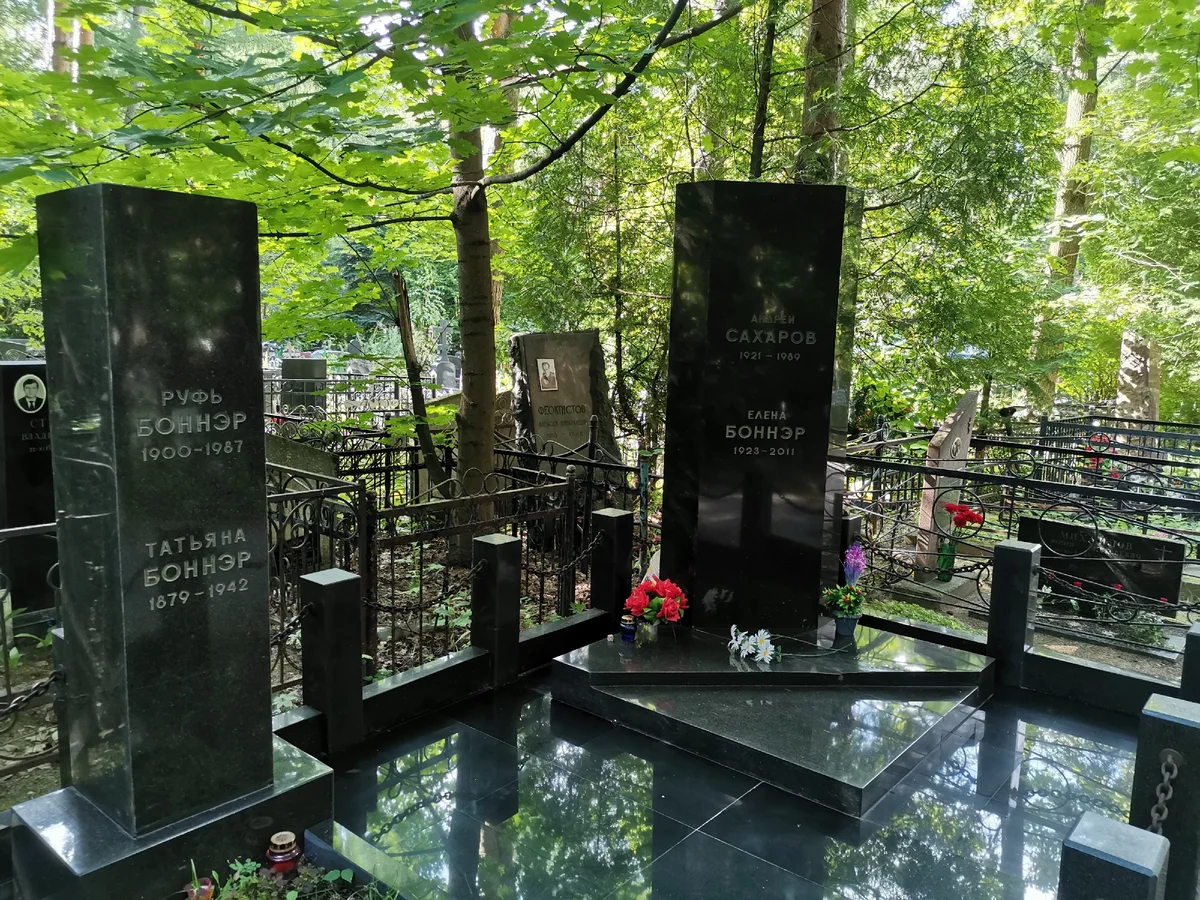
Надгробный памятник Андрею Сахарову на Востряковском кладбище

Андрей Дмитриевич Сахаров скончался вечером, около 20:30 14 декабря 1989 года, на 69-м году жизни от внезапной остановки сердца, во время работы II Съезда народных депутатов СССР. В тот день он работал над проектом Конституции СССР в своей квартире на улице Чкалова. Лично знавшие Сахарова Анатолий Собчак и Сергей Григорьянц утверждали, что Сахарова убили.
18 декабря 1989 года был похоронен на Северном Востряковском кладбище Москвы, участок № 80. На церемонию прощания с Сахаровым, которая началась за день до погребения, пришло больше 100 тысяч человек. Очередь к Дворцу молодёжи, где стоял гроб с Сахаровым, растянулась на четыре километра. Чтобы подойти к гробу, люди стояли по шесть часов. С Сахаровым приехал проститься Михаил Горбачёв. В день похорон прошёл митинг в Лужниках, где перед гробом выступили Ельцин, Ковалёв, Лихачёв, Явлинский, Старовойтова, Собчак. По просьбе Елены Боннэр на Востряковское кладбище поехали только самые близкие, чтобы избежать давки.

## Семья
В 1943 году Андрей Дмитриевич Сахаров женился на Клавдии Алексеевне Вихиревой (1919—1969), уроженке Симбирска (умерла от рака).
У них было трое детей: Татьяна (род. 1945), Любовь (род. 1949) и Дмитрий (1957—2021).
В 1970 году во время поездки в Калугу на политический процесс Вайля — Пименова познакомился с Еленой Георгиевной Боннэр (1923—2011), а в 1972 году женился на ней. У неё было двое детей (Татьяна, Алексей), к тому времени уже достаточно взрослых.
Что касается детей Андрея Сахарова, то вполне взрослыми на тот момент были две старшие дочери. Младшему, Дмитрию, едва исполнилось 15 лет, когда Сахаров переехал к Елене Боннэр. О брате стала заботиться его старшая сестра Любовь.
Общих детей у Сахарова и Боннэр не было.

## Вклад в науку
Один из создателей водородной бомбы (1953) в СССР. Труды по магнитной гидродинамике, физике плазмы, управляемому термоядерному синтезу, элементарным частицам, астрофизике, гравитации, космологии.
В 1950 году А. Д. Сахаров и И. Е. Тамм выдвинули идею осуществления управляемой термоядерной реакции для энергетических целей с использованием принципа магнитной термоизоляции плазмы. Сахаров и Тамм рассмотрели, в частности, тороидальную конфигурацию в стационарном и нестационарном вариантах (сегодня она считается одной из наиболее перспективных — см. Токамак).
Сахаров — автор оригинальных работ по физике элементарных частиц и космологии: по барионной асимметрии Вселенной, где он связал барионную асимметрию с несохранением комбинированной чётности (нарушением CP-инвариантности), экспериментально обнаруженным при распаде долгоживущих мезонов, нарушением симметрии при обращении времени и несохранение барионного заряда (Сахаров рассмотрел распад протона).
Больше всего на свете я люблю реликтовое излучение.
А. Д. Сахаров объяснил возникновение неоднородности распределения вещества из первоначальных возмущений плотности в ранней Вселенной, имевших природу квантовых флуктуаций. После открытия реликтового излучения новый анализ флуктуаций в ранней Вселенной был сделан Я. Б. Зельдовичем и Р. А. Сюняевым и независимо от них Дж. Пиблсом с J.T. Yu. Зельдович и Сюняев предсказали существование пиков в угловом спектре распределения реликтового излучения. Обнаруженные астрофизиками в 2000-х годах в эксперименте WMAP и других экспериментах акустические осцилляции реликтового излучения («сахаровские осцилляции») являются отпечатком тех самых возмущений плотности, которые теоретически описал Сахаров в своей работе 1965 года.
Имеет работы по мюонному катализу (1948, 1957), магнитной кумуляции и взрывомагнитным генераторам (1965—1966); выдвинул теорию индуцированной гравитации и идею нулевого лагранжиана (1967), исследование высокомерных пространств с различным числом осей времени.

## Предсказания
В 1974 году в статье «Мир через полвека» Сахаров писал:
В перспективе, быть может, поздней, чем через 50 лет, я предполагаю создание всемирной информационной системы (ВИС), которая сделает доступным для каждого в любую минуту содержание любой книги, когда-либо и где-либо опубликованной, содержание любой статьи, получение любой справки. ВИС должна включать индивидуальные миниатюрные запросные приёмники-передатчики, диспетчерские пункты, управляющие потоками информации, каналы связи, включающие тысячи искусственных спутников связи, кабельные и лазерные линии. Даже частичное осуществление ВИС окажет глубокое воздействие на жизнь каждого человека, на его досуг, на его интеллектуальное и художественное развитие. В отличие от телевизора, который является главным источником информации многих современников, ВИС будет предоставлять каждому максимальную свободу в выборе информации и требовать индивидуальной активности.
Вероятно, ВИС является прообразом интернета, ставшего общественно значимым явлением в середине 1990-х годов, уже после смерти Сахарова, но намного ранее, чем через пятьдесят лет после написания указанной статьи Впрочем, Сахаров упомянул, что большинство этих гипотез «уже публиковалось в той или иной форме, и я не выступаю тут ни как автор, ни как эксперт». 7 апреля 1994 года в международной базе данных национальных доменов верхнего уровня появилась запись об открытии российского доменного интернет-пространства. В настоящее время 7 апреля отмечается день Рунета. Что касается индивидуальных миниатюрных приёмопередатчиков, то первый работающий экземпляр подобного плана (IBM Simon) был выпущен в 1994 году (спустя всего лишь 20 лет). В то же время оказалось верным предсказание Сахарова о социальных последствиях появления интернета и его обширном информационном потенциале.

## Награды и премии
Советские

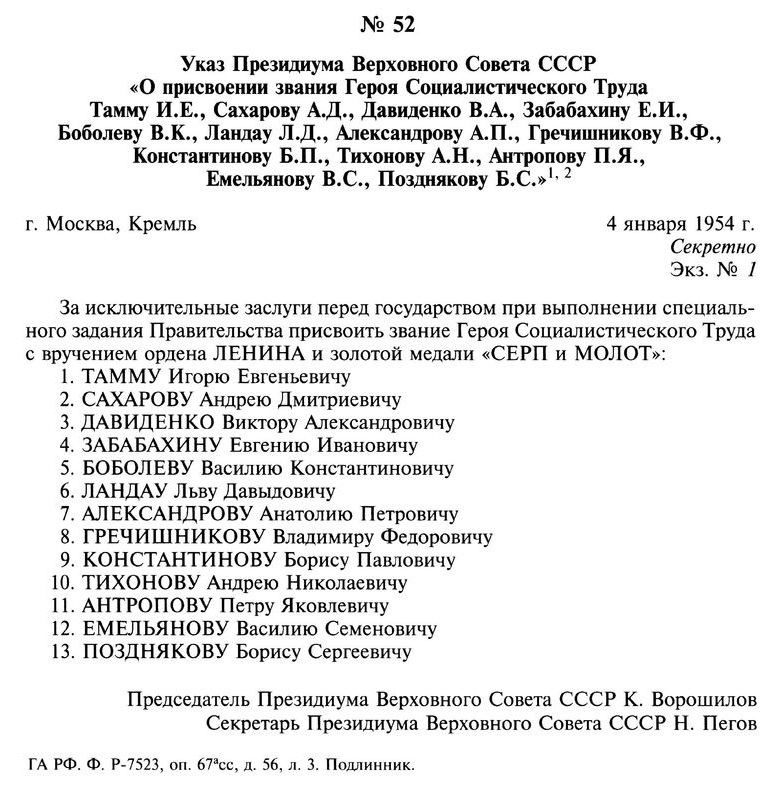
Копия Указа Президиума ВС СССР от 04 января 1954 года

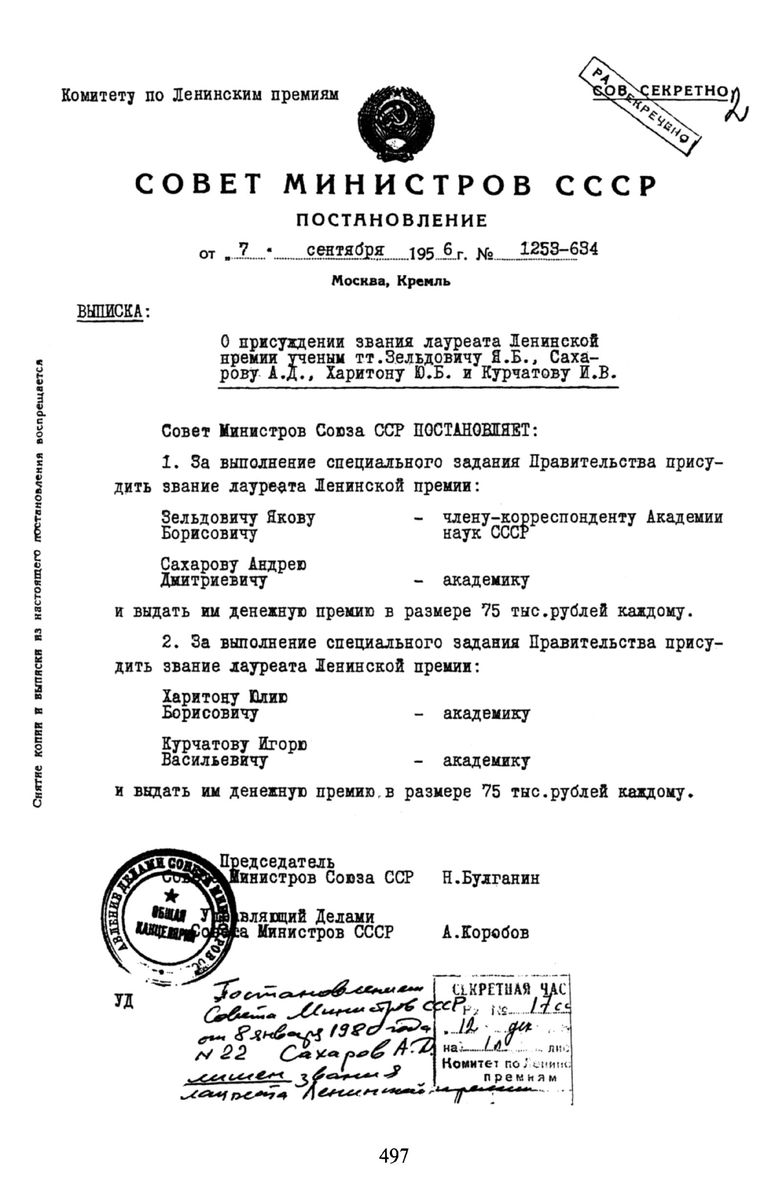
Копия Указа Совета Министров СССР от 07 сентября 1956 года

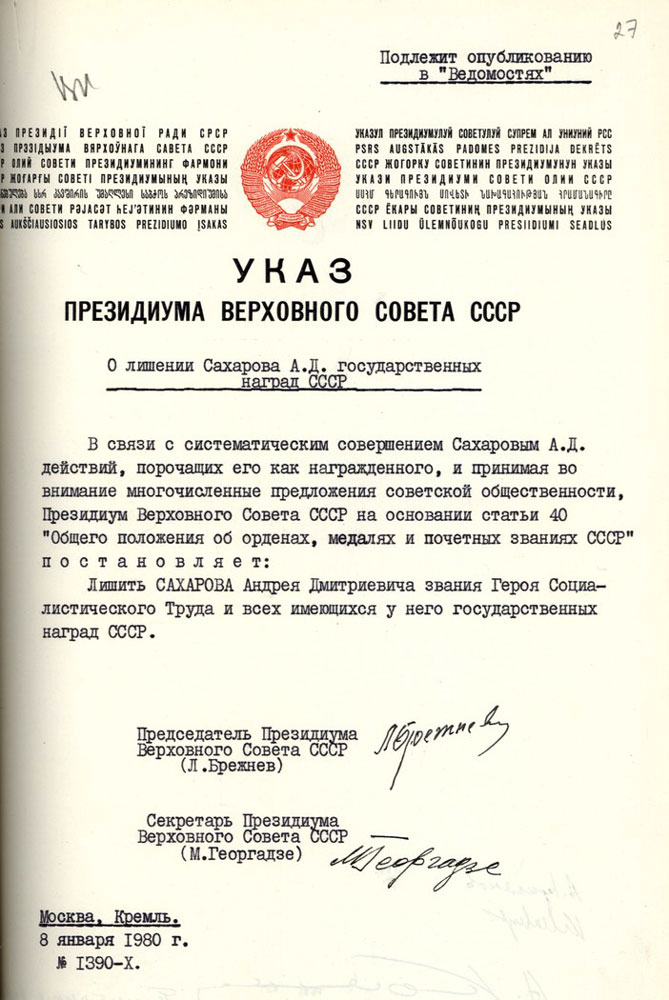
Указ о лишении Сахарова всех наград

- Высшее звание «Герой Социалистического Труда»:
  - «за исключительные заслуги перед государством при выполнении специального задания Правительства» (4 января 1954 года, со вручением золотой медали «Серп и Молот» и ордена Ленина[110];
  - «за исключительные заслуги перед государством при выполнении специального задания Правительства» (11 сентября 1956 года, вручение второй золотой медали «Серп и Молот»)[111];
  - «за исключительные заслуги перед государством при выполнении специального задания Правительства» (7 марта 1962 года, вручение третьей золотой медали «Серп и Молот»)[112].
- Сталинская премия первой степени (31 декабря 1953 года) — «за разработку водородной бомбы с многослойным зарядом и создание основ теории этой бомбы»[113].
- Ленинская премия (7 сентября 1956 года) — «за разработку физических принципов и теоретических расчётов изделия РДС-37»[114].
- Медали «За доблестный труд. В ознаменование 100-летия со дня рождения Владимира Ильича Ленина», «Тридцать лет Победы в Великой Отечественной войне 1941—1945 гг.», «Сорок лет Победы в Великой Отечественной войне 1941—1945 гг.», «За доблестный труд в Великой Отечественной войне 1941—1945 гг.», «Ветеран труда», «За освоение целинных земель», «В память 800-летия Москвы»[115][116].

8 января 1980 года указом Президиума Верховного Совета СССР лишён всех государственных наград, в том числе званий Героя Социалистического Труда. В тот же день постановлением Совета министров СССР лишён званий лауреата Ленинской и Сталинской премий. Все награды и документы к ним сдать отказался, а после возвращения из ссылки отказался от юридического принятия их обратно до тех пор, пока не будут освобождены все политзаключённые. В 2020 году, в связи со столетием Сахарова, был поднят вопрос о восстановлении его во всех наградах и званиях.
Иностранные
- Премия Чино дель Дука (1974 год)[125].
- Нобелевская премия мира (1975 год)[126].
- Премия Лео Силарда (1983 год)[127].
- Премия Томалла (1984 год)[128].
- Медаль Эллиота Крессона (1985 год)[129].
- Большой крест ордена Креста Витиса (8 января 2003 года, Литва, посмертно)[130].
- Знак «За заслуги перед крымскотатарским народом» (2016 год, Украина, посмертно)[131].

## Оценки деятельности
По данным социологических опросов 2000 года А. Д. Сахаров вошёл в число 10 самых выдающихся людей XX столетия для России (вместе с Лениным, Сталиным, Горбачёвым, Брежневым, Жуковым, Гагариным, Королёвым, Высоцким, Солженицыным).
В 1975 году В. А. Пруссаков, Э. В. Лимонов и В. А. Бахчанян выступили с открытым обращением к Сахарову в котором призывали не идеализировать общественную жизнь на Западе и просьбой посодействовать возвращению в СССР части советских эммигрантов, изъявивших желание вернуться на родину. Книгу Сахарова «О стране и мире» В. А. Пруссаков характеризовал как отвлечённую от реальности, написанную добрым, но наивным и малоинформированым человеком.
А. И. Солженицын, в целом высоко оценивая деятельность Сахарова, критиковал его за то, что он упускает «возможность существования в нашей стране живых национальных сил», за излишнее внимание к проблеме свободы эмиграции из СССР, в особенности эмиграции евреев.
А. А. Зиновьев в ряде своих книг иронично именовал его «Великим Диссидентом».
«Я не верю человеку, который бросил своих детей от первой жены и сейчас голодает из-за того, что не выпускают за границу невестку сына его новой жены» (А. П. Александров).
Резко отрицательная оценка Сахарова встречается в коммунистической, национал-патриотической и евразийской печати. Некоторые публицисты (например, А. Г. Дугин) считают А. Д. Сахарова врагом СССР и помощником США в геополитической конфронтации.

## Память

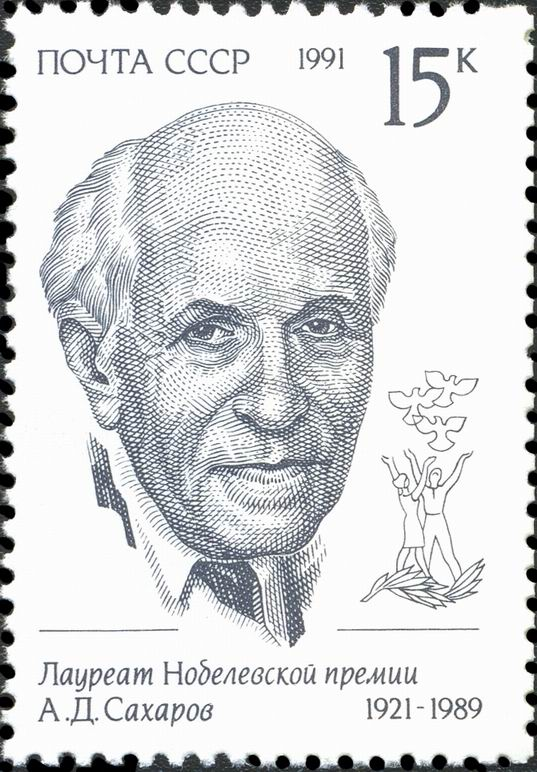
Почтовая марка СССР, посвящённая А. Д. Сахарову, 1991, 15 копеек (ЦФА 6322, Скотт 6001)

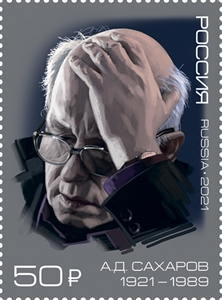
Марка Почты России, выпущенная к 100-летию А. Д. Сахарова в 2021 году

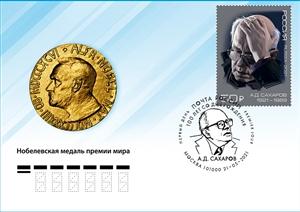
Конверт первого дня, выпущенный Почтой России к 100-летию А. Д. Сахарова в 2021 году

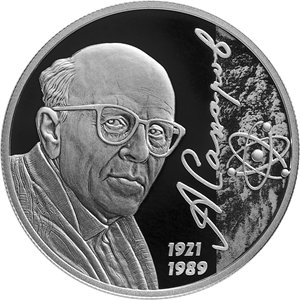
Монета Банка России, выпущенная к 100-летию А. Д. Сахарова в 2021 году

- В 1979 году именем Андрея Сахарова назван астероид[140].
- В Нижнем Новгороде работает музей-квартира Сахарова по адресу проспект Гагарина, д. 214, кв. 3 (микрорайон Щербинки), в которой Сахаров жил в течение семи лет ссылки.
- С 1992 года в Нижегородской филармонии имени Ростроповича каждые два года проводится Международный фестиваль искусств имени Сахарова. XVI международный фестиваль был проведён к столетию Сахарова с 21 мая по 3 июня 2021 года[141].
- В Москве до 2023 года работал музей и общественный центр его имени[142].
- В Беларуси именем Сахарова назван Международный государственный экологический институт БГУ.
- Норвежский Хельсинкский комитет в 1980 году учредил Andrei Sakharov Freedom Award (Премию свободы имени Андрея Сахарова) при поддержке и согласии самого Андрея Сахарова, чтобы помочь тем людям, которых из-за их мнений и убеждений преследуют или заключают в тюрьму[143].
- В 1988 году Европарламент учредил премию «За свободу мысли» имени Андрея Сахарова, которая присуждается ежегодно за «достижения в деле защиты прав человека и его основных свобод, а также за уважение международного законодательства и развитие демократии».
- В 2003 году на площади Академика Сахарова на Васильевском острове в Санкт-Петербурге был установлен памятник Сахарову (скульптор Левон Лазарев).
- В 1991 году почта СССР выпустила марку, посвящённую А. Д. Сахарову.
- В 2002 году бюст академика Сахарова установлен в Вашингтоне, США.
- С 2006 года Американское Физическое общество вручает Andrei Sakharov Prize (Премию Андрея Сахарова)[144].
- В 2012 году Аэрофлот получил самолёт Airbus A330-300, названный в честь А. Д. Сахарова[145].
- В 2014 году возле дома, где в ссылке в Горьком жил Сахаров, ему был установлен памятник (скульптор А. Щитов)[146].
- В Москве памятник Сахарову работы Григория Потоцкого находится в Музеоне[147][148].

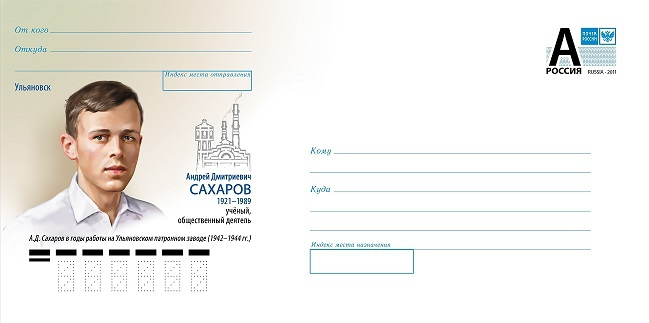
ХМК РФ, 2021. Ульяновск. 100 лет со дня рождения А. Д. Сахарова (1921—1989)

- ХМК РФ, 2021. Ульяновск. 100 лет со дня рождения А. Д. Сахарова (1921—1989)В мае 2021 года Почта России выпустила почтовую марку, а также серию из трёх конвертов и трёх штемпелей, к столетию Сахарова.
- В апреле 2021 года Центральный Банк России выпустил памятную монету, посвящённую Андрею Сахарову[149].
- В мае 2021 года по инициативе Российского федерального ядерного центра открыт памятник Андрею Сахарову в Сарове Нижегородской области[150].
- Также в мае 2021 года на Аллее нобелевских лауреатов НИЯУ МИФИ был открыт памятник академику Андрею Сахарову[151].
- В 2021 году к 100-летию со дня рождения академика Сахарова был создан Специализированный фонд управления целевым капиталом «Научный фонд А. Д. Сахарова»[152][153], учредивший стипендии имени Сахарова для талантливых студентов физфака МГУ и МФТИ.
- В мае 2022 года в столице непризнанной Нагорно-Карабахской Республики Степанакерте на территории средней школы № 8 имени А. Д. Сахарова открылся памятник, приуроченный к 101-летию со дня рождения учёного.

### В названиях улиц и площадей

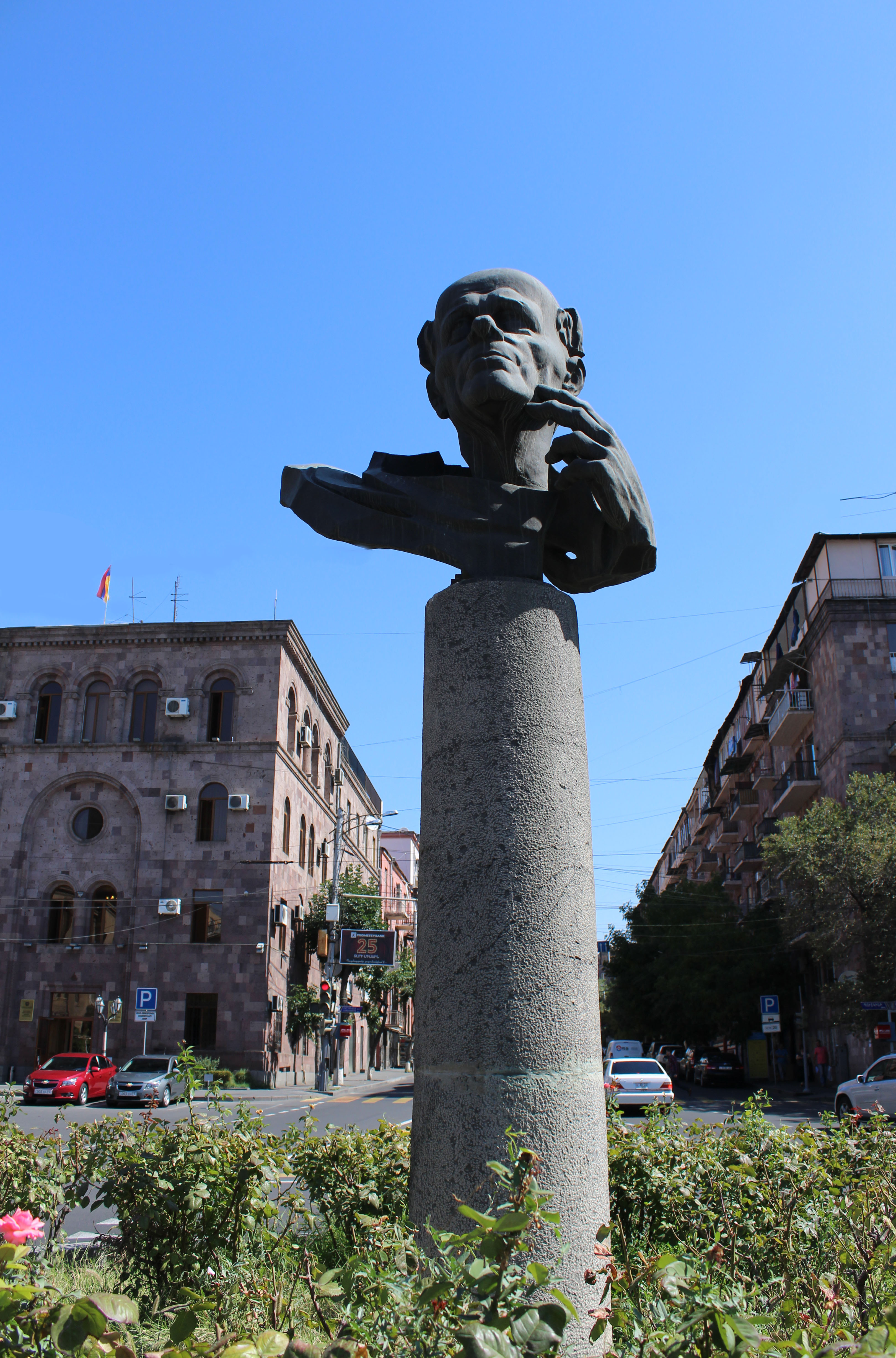
Памятник Сахарову в Ереване

#### В России
Имя Сахарова носят 60 улиц в городах и сёлах России
- В Москве есть проспект Академика Сахарова.
- В Екатеринбурге есть проспект Академика Сахарова
- В Санкт-Петербурге есть площадь Академика Сахарова, на которой установлен памятник Андрею Сахарову, и парк имени Академика Сахарова.
- В центре Барнаула есть площадь Сахарова, где проводятся ежегодный День города и другие городские массовые мероприятия.
- Улица Сахарова есть в Дубне, улица Академика Сахарова — в Абакане, Шебекино, Казани, Нижнем Новгороде, Пензе, Сарове, Томске, Тюмени, Ульяновске, Челябинске, Ярославле, Балахне, Брянске.

#### В других странах
- В августе 1984 года в Нью-Йорке юго-западный угол перекрёстка 67-й улицы и 3-й авеню получает название «угол Сахарова — Боннэр», а в Вашингтоне — площадь, где расположено советское посольство, переименовывается в «площадь Сахарова» (англ. Sakharov Plaza) (появились в знак протеста американской общественности против удержания Андрея Сахарова и Елены Боннэр в горьковской ссылке).
- В Ереване именем Андрея Сахарова названа средняя школа № 69 и площадь, на которой ему установлен памятник.
- В городе Арнеме (Нидерланды) есть мост Андрея Сахарова (нидерл. Andrej Sacharovbrug).
- В Лионе есть проспект Андрея Сахарова (фр. avenue Andrei Sakharov)
- Площадь Андрея Сахарова есть в Вильнюсе (лит. Andrejaus Sacharovo aikštė), Лос-Анджелесе (англ. Andrei Sakharov Square ), Нюрнберге (нем. Andrej-Sacharow-Platz)
- В Софии его именем назван бульвар (болг. булевард Академик Андрей Сахаров)
- Улица Сахарова есть в Амстердаме, Гааге, Днепре, Копенгагене, Варне, Ереване, Ивано-Франковске, Кишинёве, Коломые, Кривом Роге, Львове (см. статью), Одессе, Риге, Роттердаме, Симферополе, Ханкенди, Сухуме, Тернополе, Утрехте, Хайфе, Тель-Авиве, Шверине (нем. Andrej-Sacharow-Strasse), Фрежюсе[155], Экибастузе, Кокшетау.
- На главном въезде в Иерусалим расположены «Сады Сахарова».

### В энциклопедиях мира
- The American Heritage Dictionary. Based on the new second college edition., Laurel, 1989
- Le Robert MIcro Poche. Dictionaire de nommes propres, Red. par Alain Ray, Paris XIII, 1994
- Dicţionar enciclopedic ilustrat, Ed. Cartier, Bucureşti- Chişinău, 2004
- Calendar Naţional., Chişinău, Biblioteca Naţională a Republicii Moldova, 2006, p. 161
- Большой Российский энциклопедический Словарь. Репринтное издание. М., Научное издательство Большая Российская энциклопедия, 2009

### В культуре, искусстве и кинематографии
- Личности академика Сахарова посвящена картина «Saharov» итальянского художника Винцелы (Vinzela)[156].
- Известны художественные и скульптурные портреты Сахарова работы Бориса Биргера, Габриэля Гликмана, Колина Кэмпбелла, Елены Мунц, и других.
- В 1984 году американский режиссёр Джек Голд снял биографический фильм «Сахаров» (в главной роли Джейсон Робардс).
- В 1990 году Александр Градский написал и исполнил песню «Памяти А. Д. Сахарова», включённую в его альбом «ЖИВьЁМ в „России“ — 2»[157].
- В 1991 году режиссёр Шери Джоунс сняла документальный фильм для PBS «В тени Андрея Сахарова»[158].
- В 2006 году вышел фильм латышского режиссёра Инары Колмане «Мой муж Андрей Сахаров»[159].
- В 2007 году английский канал Би-би-си выпустил телефильм «Nuclear Secrets», где молодого Сахарова сыграл Эндрю Скотт.
- В декабре 2009 года на телеканале Россия-1 был показан документальный фильм «Исключительно наука. Никакой политики. Андрей Сахаров».
- В 2009 году французский режиссёр Иосиф Пастернак снял документальный фильм «Свободный человек Андрей Сахаров»[160].
- В 2011 году на Первом канале вышел фильм Сергея Медведева «Мой отец академик Сахаров»[161][162].
- В честь учёного назван один из основных персонажей в серии компьютерных игр S.T.A.L.K.E.R.
- 21 мая 2021 году на Первом канале состоялась премьера фильма Елены Якович «Дело Сахарова»[163].
- В 2021 году российский режиссёр Иван Проскуряков по сценарию Романа Супера снял фильм «Сахаров. Две жизни». Роль Сахарова сыграл Алексей Усольцев. Роль «совести» Сахарова озвучила Чулпан Хаматова[164].
- В 2021 году был снят документальный фильм «Сахаров просит слова» режиссёра Григория Курдяева[165].
- На март 2022 года запланирована премьера документальной оперы о жизни Андрея Сахарова в театре «Практика». Режиссёром постановки выступит Юрий Квятковский[166].

### Музеи и организации
- В Нижнем Новгороде существует музей Сахарова, по адресу проспект Гагарина, д. 214, кв. 3, на первом этаже 12-этажного дома (микрорайон Щербинки), в которой Сахаров жил в течение семи лет ссылки.
- В Москве с 1994 по 2023 год работал культурный и научно-образовательный Сахаровский центр.
- В Москве с 1994 года работает Архив и мемориальная квартира А. Д. Сахарова по адресу Земляной вал, дом 48б.
- Архив А. Д. Сахарова также располагается в библиотеке Дейвис-центра Гарвардского университета.
- В Литве при Каунасском университете был создан Центр демократического развития Андрея Сахарова.

### Столетний юбилей
Столетний юбилей академика Сахарова праздновался в России на государственном уровне. В марте 2019 года вышло Распоряжение Президента Российской Федерации от 18 марта 2019 года № 81-рп «О подготовке и проведении мероприятий, посвящённых 100-летию со дня рождения А. Д. Сахарова».
В соответствии с этим распоряжением, для подготовки празднования был создан Организационный комитет под руководством Президента РАН А. М. Сергеева. В состав Оргкомитета вошли государственные деятели, родственники и друзья Андрея Сахарова, члены Совета Фонда «Увековечения памяти жертв политических репрессий», представители научного сообщества, представители правозащитных организаций, общественные деятели и представители государственных средств массовой информации.
Организационным комитетом был подготовлен и осуществлён план мероприятий из более чем 80 пунктов, включавший как всероссийские так и международные мероприятия.
Самые важные состоявшиеся мероприятия включали:
- Гала-концерт Владимира Спивакова и Национального Филармонического Оркестра России 21 мая 2021 года в Московском Международном Доме Музыки[170]. Трансляцию концерта вёл центральный ТВ-канал «Культура»[171].
- Проведение с 21 мая по 3 июня 2021 года в Нижнем Новгороде грандиозного XVI Международного фестиваля искусств имени А. Д. Сахарова[172].
- Учреждение стипендий имени академика Сахарова на физфаке МГУ и МФТИ и создание Специализированного фонда управления целевым капиталом «Научный фонд Андрея Сахарова»[153][173].
- Открытие памятника Андрею Сахарову в Сарове 21 мая 2021 года[174].
- Открытие памятника Андрею Сахарову в НИЯУ МИФИ 25 мая 2021 года[175].
- Показ на Первом Канале 21 мая 2021 года нового двухчасового фильма Елены Якович «Дело Сахарова»[176].
- Проведение в школах страны Всероссийского урока, посвящённого жизни и деятельности Андрея Сахарова[177][178][179][180][181][182].
- Выпуск издательством РМП уникального памятного альбома с историческими документами и фотографиями к 100-летию А. Д. Сахарова[183].
- Выпуск издательством «Физматлит» книги «Академик А. Д. Сахаров. Научные труды. К 100-летию со дня рождения»[184].
- Открытие в Москве в галерее «Граунд-Солянка» экспозиции «Выставка-путешествие с десятью остановками „Сахаров. Новый век“»[185]
- Открытие в Москве у Политехнического музея выставки «Академик Сахаров — 100 лет»[186].
- Выпуск в апреле 2021 года Центральным банком России памятной монеты, посвящённой Андрею Сахарову[149].
- Выпуск в мае 2021 года Почтой России юбилейной марки, трёх конвертов и трёх специальных почтовых штемпелей, посвящённых Андрею Сахарову[187][188][189][190][191][192].
- Проведение в 2021 году в более чем 70 городах России Передвижной выставки «Андрей Дмитриевич Сахаров — человек эпохи.»[193][194][195][196][197][198][199][200][201].
- В ФИАН выпущена книга-альбом «Андрей Дмитриевич Сахаров. К 100-летию со дня рождения»

В дополнение к официальным мероприятия Оргкомитета, состоялось много инициативных или проведённых другими организациями или людьми. Так, в мае 2021 года вышла книга Бориса Альтшулера «Сахаров и власть. По ту сторону окна. Уроки на настоящее и будущее». В апреле 2021 года Сахаровским центром был открыт виртуальный музей Андрея Сахарова. В мае 2021 года Росатомом был опубликован целый ряд секретных документов о работе Андрея Сахарова в Арзамасе-16. В мае 2021 года в Ульяновском музее «Почтовое дело Симбирска-Ульяновска» была открыта филателистическая выставка, посвящённая академику Сахарову. Только в Санкт-Петербурге прошло более 100 мероприятий, посвящённых столетию Сахарова. 21 мая 2021 года был изменён на праздничный (со стилизованным изображением академика Сахарова) логотип поисковой страницы Яндекса.
Кроме того, многие СМИ чествовали его в качестве великого физика и «отца» водородной бомбы. Несмотря на юбилей, так и не были отменены указ Леонида Брежнева и постановление Совета министров СССР от 8 января 1980 года, которыми Сахаров был лишён всех государственных наград, званий лауреата Ленинской и Сталинской премий, хотя этих регалий он был удостоен исключительно за научные достижения, связанные с укреплением обороноспособности СССР.
Кроме того, к столетию со дня рождения академика (21 мая 2021 года) на Чистопрудном бульваре в Москве должна была открыться фотовыставка памяти с цитатами и фотографиями. Стенды на бульваре были забронированы за год, однако за две недели до начала выставки мэрия Москвы не согласовала её проведение. В официальном ответе мэрии говорится, что контент выставки не прошёл согласование.
Также не было реализовано предложение об установке памятника юбиляру на проспекте Академика Сахарова в Москве.

## Архив Сахарова
Архив Сахарова (американская часть) был основан в Университете Брандейса в 1993 году, но впоследствии в 2004 году был переведён в Гарвардский университет. В архиве Сахарова собраны документы КГБ, касающиеся диссидентского движения. Большинство документов архива — письма руководителей КГБ в ЦК КПСС о деятельности диссидентов и рекомендации по интерпретации или замалчиванию тех или иных событий в средствах массовой информации. Документы архива относятся к периоду с 1968 по 1991 годы. 
Документы из этого архива были опубликованы в 2005 году издательством Yale University Press. Существует on-line версия: (изображения оригинальных страниц и тексты в кодировке Windows-1251, а также английские переводы).
Российская часть архива Сахарова основана Международной общественной организацией «Фонд Андрея Сахарова — Общественная комиссия по сохранению наследия академика Сахарова». Официальное открытие Архива состоялось 21 мая 1994 г. Помещение для Архива в доме, где жил А. Д. Сахаров, предоставлено правительством Москвы Фонду Сахарова в безвозмездное бессрочное пользование.

### Комментарии
1. ↑  Правительственная сеть ARPANET для быстрого обмена данными между удалёнными объектами ВПК США в континентальных штатах, ставшая прототипом интернета, начала создаваться в 1969 году, за пять лет до статьи Сахарова, а первая экспериментальная программа отправки электронной почты — в 1971-м. В 1973 году сеть, на тот момент секретная, стала уже международной, к ней через трансатлантический кабель были подключены организации из Великобритании и Норвегии.
2. ↑  Предложение ранее одобрил президент России В. В. Путин[212]